# La Vie privée d'Hélène de Troie
Pour plus de détails, voir Fiche technique et Distribution.
La Vie privée d'Hélène de Troie (The Private Life of Helen of Troy) est un film muet américain d'Alexander Korda, sorti en 1927.

## Synopsis
Hélène, reine de Sparte, s'ennuie, son mari Ménélas lui montrant peu d'intérêt. Elle s'enfuit à Troie avec Pâris. Ménélas déclare alors la guerre à Troie. Après la victoire, Hélène revient à Sparte. La coutume voudrait que son mari la tue lui-même, mais son charme opère et il la laisse en vie. Toutefois il ne s'occupe pas plus d'elle qu'auparavant et Hélène flirte avec le prince d'Ithaque.

## Fiche technique
- Titre original : The Private Life of Helen of Troy
- Titre français : La Vie privée d'Hélène de Troie
- Réalisation : Alexander Korda
- Scénario : Carey Wilson, d'après les pièces The Private Life of Helen of Troy de John Erskine et The Road to Rome de Robert E. Sherwood
- Intertitres : Gerald Duffy, Ralph Spence
- Costumes : Max Rée
- Photographie : Lee Garmes, Sidney Hickox
- Montage : Harold Young
- Musique : Carl Edouarde
- Production : Richard A. Rowland, Carey Wilson
- Société de production : First National Pictures
- Société de distribution : First National Pictures
- Pays de production :  États-Unis
- Langue originale : anglais
- Format : noir et blanc — 35 mm — 1,37:1 — Muet
- Genre : Historique et comédie
- Durée : 87 minutes
- Date de sortie : 
  - États-Unis : 9 décembre 1927 (première à New York)

## Distribution
- María Corda : Hélène
- Lewis Stone : Ménélas
- Ricardo Cortez : Pâris
- George Fawcett : Étéoneus
- Alice White : Adraste
- Gordon Elliott : Télémaque
- Tom O'Brien : Ulysse
- Bert Sprotte : Achille
- Mario Carillo : Ajax
- Charles Puffy : Malapokitoratoreadetos
- George Kotsonaros : Hector
- Constantine Romanoff : Énée
- Emilio Borgato : Sarpédon
- Alice Adair : Aphrodite
- Helen Fairweather : Athéna
- Virginia Thomas : Héra

## Récompenses et distinctions

### Nominations
- 1929 : 1re cérémonie des Oscars, Gerald Duffy nommé pour « Meilleurs intertitres ». Joseph Farnham reçoit l'unique prix pour cette catégorie cette première année.